# Насименто Кастро, Пабло
Па́бло Насиме́нто Ка́стро (порт.-браз. Pablo Nascimento Castro; род. 21 июня 1991, Сан-Луис) или же просто Пабло (порт.-браз. Pablo) — бразильский футболист, защитник клуба «Ботафого». Сыграл два матча за сборную Бразилии.

## Биография

### Клубная карьера
Воспитанник клуба «Сеара». 4 сентября 2010 года в матче против «Васко да Гамы» он дебютировал в бразильской Серии А. В начале 2011 года Пабло на правах аренды выступал за «Тирадентес», после чего вернулся в «Сеару». В 2012 году игрок присоединился к «Гремио». В матче Лиги Гаушу против «Пелотаса» он дебютировал за новую команду. В 2013 году в поисках игровой практики Пабло перешёл в «Аваи». 19 января в матче Лиги Катариненсе против «Атлетико Херманн Айхингера» он дебютировал за новый клуб. 14 апреля в поединке против «Метрополитано» Пабло забил свой первый гол за «Аваи».
В начале 2015 года Пабло перешёл в «Понте-Прету». 5 февраля в матче Лиги Паулисты против «Палмейраса» он дебютировал за новую команду. 9 августа в поединке против «Фламенго» Пабло забил свой первый гол за «Понте-Прету».
В середине 2015 года Пабло перешёл во французский «Бордо». Сумма трансфера составила 2 млн евро. В матче против «Пари Сен-Жермен» он дебютировал в Лиге 1. 26 сентября в поединке против марсельского «Олимпика» Пабло забил свой первый гол за «Бордо».
В начале 2017 года игрок на правах аренды вернулся на родину, присоединившись к «Коринтиансу». 4 февраля в матче Лиги Паранаэнсе против «Сан-Бенту» он дебютировал за новую команду. 15 февраля в поединке против «Новуризонтино» Пабло забил свой первый гол за «Коринтианс». В том же году он помог команде выиграть чемпионат Бразилии и штата Сан-Паулу. После окончания аренды Пабло вернулся в «Бордо».
В марте 2022 года покинул «Локомотив» из-за политической ситуации и улетел в Бразилию. 14 марта стал игроком «Фламенго».

### Карьера в сборной
12 октября 2018 года в товарищеском матче против сборной Саудовской Аравии дебютировал за сборную Бразилии.

## Титулы
- Чемпион штата Сан-Паулу: 2017
- Чемпион Бразилии: 2017
- Обладатель Кубка России: 2020/21